# MikroTik
MikroTik ([ˌmiːkɹoʊˈtiːk] / [ˌmiːkɹoʊˈtɪk], от латыш. mikrotīkls «микросеть») — латвийский производитель сетевого оборудования, разрабатывает проводное и беспроводное сетевое оборудование, в частности маршрутизаторы, сетевые коммутаторы (свитчи), точки доступа, а также программное обеспечение — операционные системы и вспомогательное программное обеспечение. Основана в 1996 году с целью продажи оборудования на развивающихся рынках. По состоянию на 2019 год в компании работало более 280 сотрудников.

## Продукты

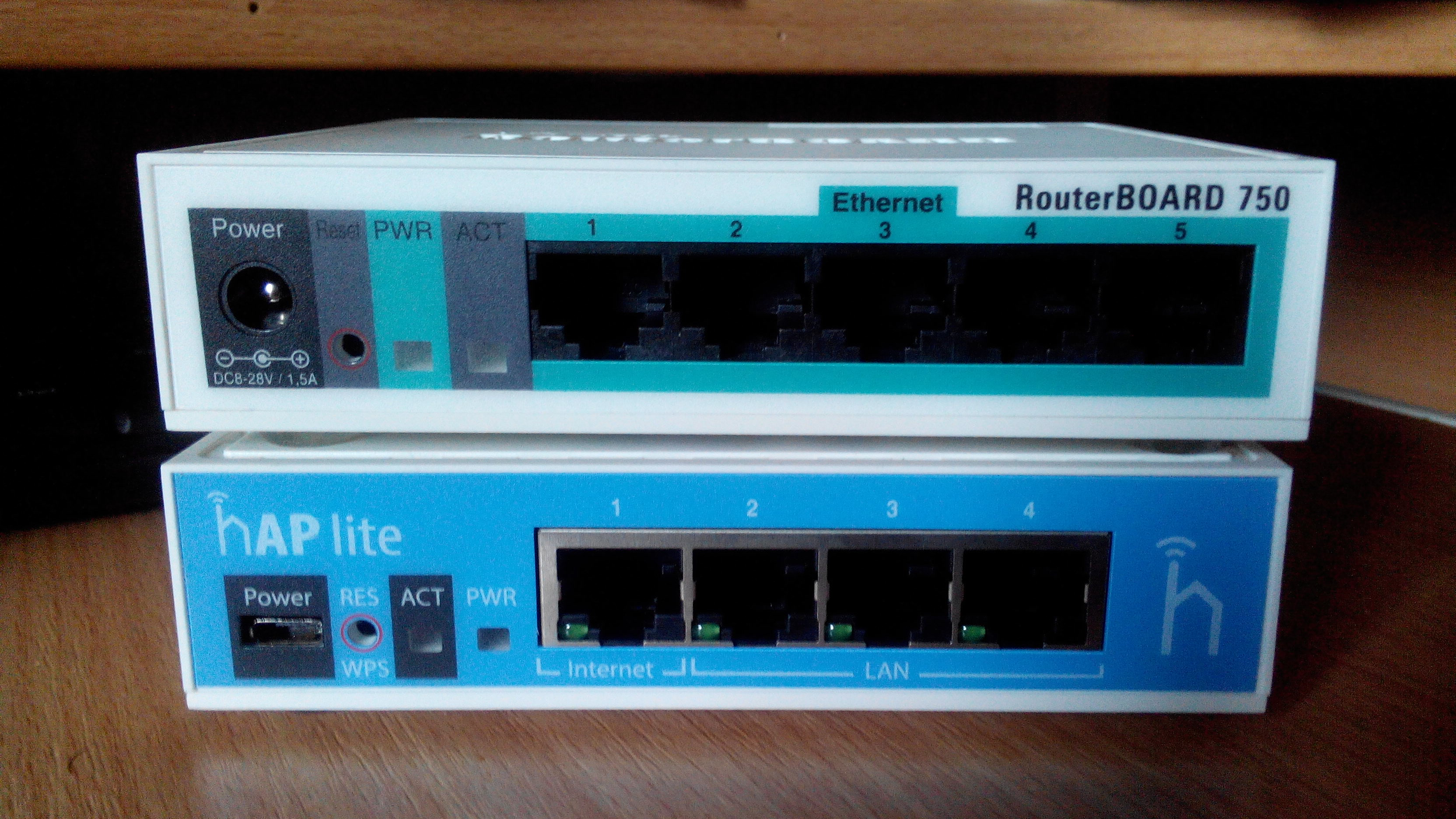
Сравнение моделей RB750 и hAP lite

### RouterOS
Одним из продуктов MikroTik является RouterOS — сетевая операционная система на базе Linux. RouterOS предназначена для установки на маршрутизаторы MikroTik RouterBoard. Также данная система может быть установлена на ПК, превращая его в маршрутизатор с функциями брандмауэра, VPN-сервера/клиента, QoS, точки доступа и другими. Система также может служить в качестве Captive-портала на основе системы беспроводного доступа. Также существует специальная версия RouterOS, именуемая Cloud Hosted Router и предназначенная для облачных виртуальных машин.
Операционная система имеет несколько уровней лицензий с возрастающим числом функций. Кроме того, существует программное обеспечение под названием Winbox, которое предоставляет графический интерфейс для настройки RouterOS. Доступ к устройствам под управлением RouterOS возможен также через веб-интерфейс, FTP, Telnet, и SSH. Существует также API, позволяющий создавать специализированные приложения для управления и мониторинга.

#### Особенности
RouterOS поддерживает множество сервисов и протоколов, которые могут быть использованы средними или крупными провайдерами, таких, как OSPF, BGP, VPLS/MPLS. RouterOS — достаточно гибкая система, и очень хорошо поддерживается Mikrotik, как в рамках форума и предоставления различных Wiki-материалов, так и специализированных примеров конфигураций.
RouterOS обеспечивает поддержку практически всех сетевых интерфейсов на ядре Linux. Из беспроводных чипсетов поддерживаются решения на основе Atheros и Prism (по состоянию RouterOS версии 3.x). Mikrotik также работает над модернизацией программного обеспечения, которая обеспечит полную совместимость устройств и ПО Mikrotik с набирающими популярность сетевыми технологиями, такими как IPv6.
RouterOS предоставляет системному администратору графический интерфейс (WinBox) для наглядной и быстрой настройки файервола, маршрутизации и управления QoS. В том числе, в интерфейсе WinBox практически полностью реализована функциональность Linux-утилит iptables, iproute2, управление трафиком и QoS на основе алгоритма HTB.
8 сентября 2021 г. объявлено о поддержке загрузки и запуска контейнеров Docker средствами RouterOS на базе архитектур ARM и X86 в тестовом релизе 7.1rc3 готовящейся к выпуску ветки RouterOS 7. Эта функция призвана заменить не отлаженную до конца функцию MetaRouter — загрузку и запуск виртуальных серверов внутри RouterOS.

#### История версий
- RouterOS v7: декабрь 2021 — н.в. (основана на ядре Linux 5.6.3)
- RouterOS v6: май 2013 — н.в. (основана на ядре Linux 3.3.5)
- RouterOS v5: март 2011 — сентябрь 2013 (основана на ядре Linux 2.6.35)
- RouterOS v4: октябрь 2009 — март 2011 (основана на ядре Linux 2.6.26)
- RouterOS v3: январь 2008 — октябрь 2009 (основана на ядре Linux 2.4.31)

### RouterBOARD

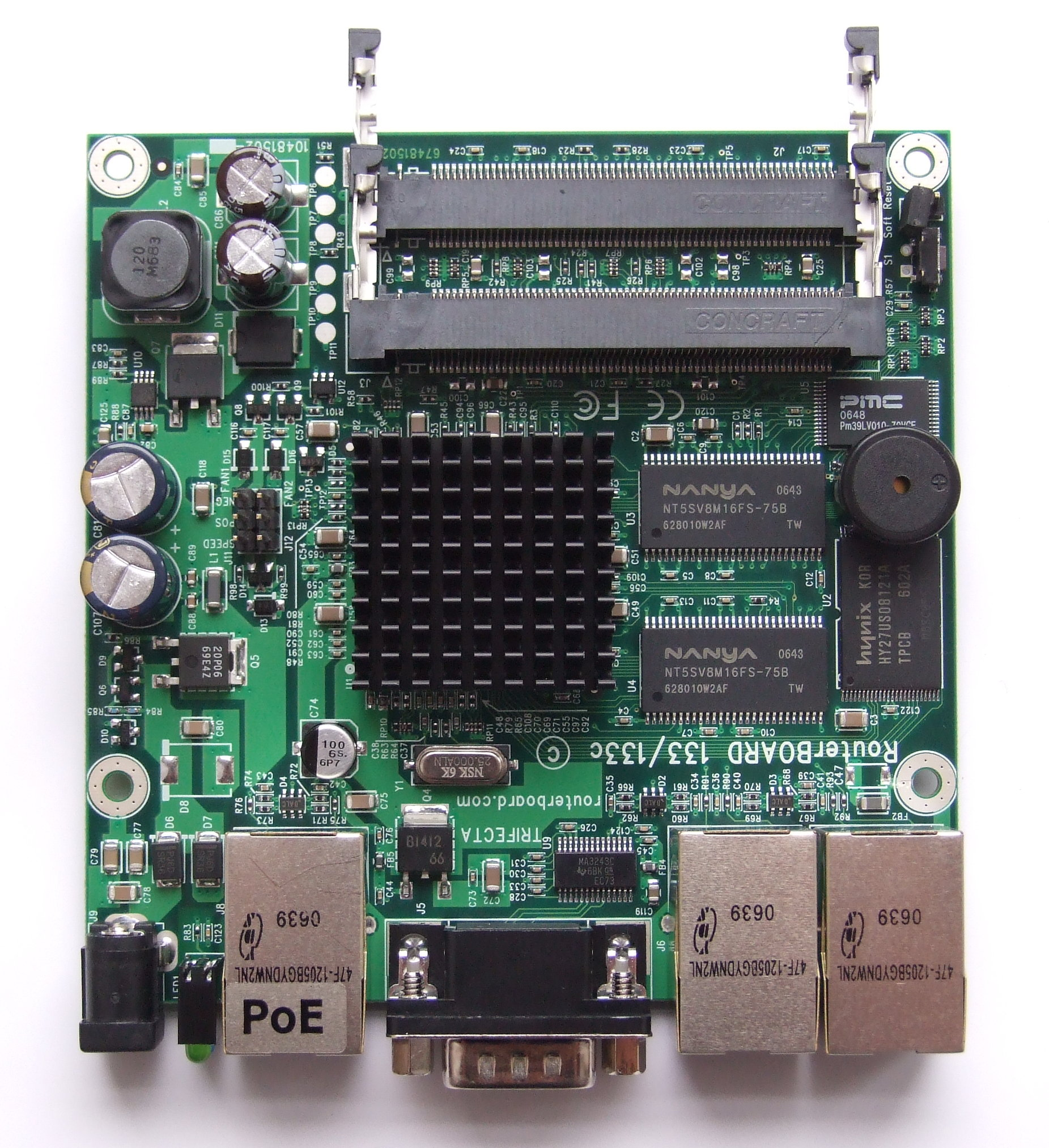
RouterBoard 133

RouterBOARD — аппаратная платформа от MikroTik, представляющая собой линейку маршрутизаторов под управлением операционной системы RouterOS. Различные варианты RouterBOARD позволяют решать на их основе различные варианты сетевых задач: от простой беспроводной точки доступа и управляемого коммутатора до мощного маршрутизатора с брандмауэром и QoS.
Практически все модели RouterBOARD устройств могут питаться с помощью PoE и имеют разъем для подключения внешнего источника питания.
Модели, предназначенные для работы с беспроводными технологиями, имеют слот (miniPCI/miniPCIe) для подключения радиомодулей. Большинство моделей также имеет разъем для подключения к COM-порту ПК. В бюджетных моделях или в зависимости от конкретного предназначения модели те или иные элементы могут отсутствовать.

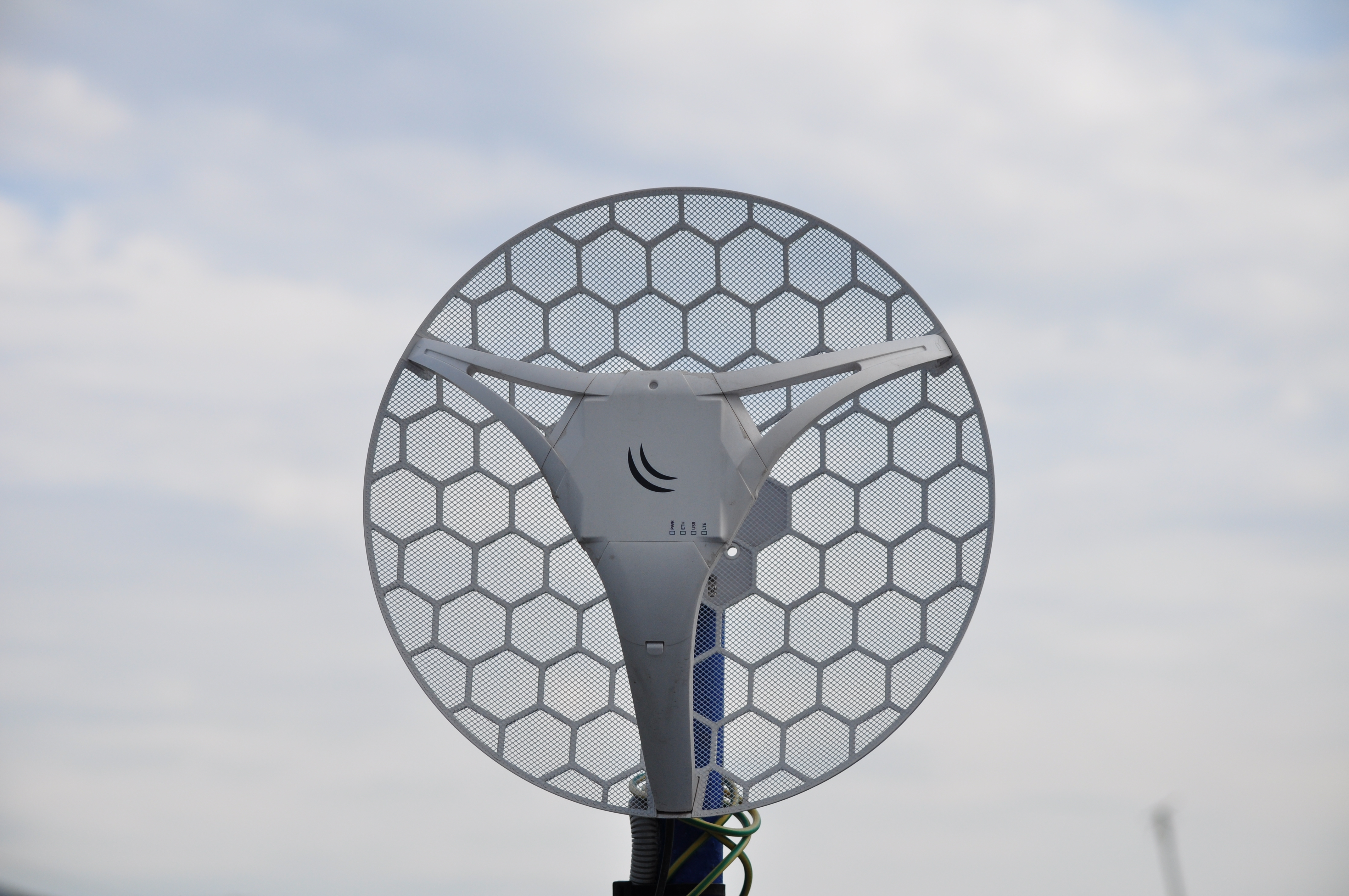
LTE-модем Mikrotik над крышей жилого дома

### Маршрутизаторы CloudCore
В ноябре 2012 года MikroTik выпустила маршрутизаторы нового семейства CloudCore Router (CCR), которые базируются на процессоре Tilera, содержащем от 9 до 72 процессорных ядер. По состоянию на сентябрь 2017 в семействе 10 моделей с заявленной производительностью на коротких пакетах от 17 до 120 млн пакетов в секунду. Эти устройства предназначаются для средних сетевых провайдеров, а также являются хорошей ценовой альтернативой другим более известным брендам.

## Реализованные проекты
Последний проект строительства недорогой интернет-инфраструктуры в Мали выбрал маршрутизаторы и операционные системы MikroTik из-за низкой стоимости системы, гибкости, известности и удобства интерфейса. Маршрутизаторы MikroTik также предпочли для проекта WLAN в Буркине-Фасо, поскольку по условиям проекта собственный протокол Nstreme у MikroTik выполнен лучше, чем IEEE 802.11.
В 2008 году было решено, что маршрутизаторы MikroTik будут исключительно использоваться муниципалитетом Пирипири в Бразилии для создания инфраструктуры свободного доступа в Интернет. Маршрутизаторы MikroTik также популярны в Чешской Республике.
В рамках программы OLPC Уругвай развернул общенациональную беспроводную сеть в школах Probaby на основе оборудования Mikrotik. Приблизительно 200 тыс. студентов получили небольшие ноутбуки, которые подключены к точкам доступа Mikrotik.
В Сербии реализован проект автоматической системы по борьбе с градом, для защиты посевов, связь в которой построена на оборудовании Mikrotik. В текущий момент сеть охватывает только часть страны, но планируется подключить к ней всю страну, чтобы создать единую общенациональную сеть.

## Уязвимости
15 июня 2015 года онлайн-журналист Брайан Кребс (Brian Krebs) сообщил, что исследователи Центра операционной безопасности Fujitsu (Fujitsu Security Operations Center), что в Уоррингтоне (Warrington), Великобритания, начали отслеживать троянскую программу Upatre, орудующую на сотнях взломанных домашних маршрутизаторов, в частности, на маршрутизаторах MikroTik и Ubiquiti.
19 февраля 2018 года исследователи из компании Core Security уведомили разработчиков из MikroTik о наличии RCE-уязвимости на маршрутизаторах, управляемых RouterOS. Суть проблемы сводится к тому, что буфер устройства может переполняться, причем ещё до авторизации пользователя, что и может быть использовано злоумышленником для получения доступа к маршрутизатору и исполнения на нем произвольного кода.
25 марта 2018 года была обнаружена брешь в защите RouterOS при использовании специального программного обеспечения WINBOX для настройки маршрутизаторов MikroTik.
В августе-сентябре 2021 года была обнаружена ботнет-сеть Mēris, организованная на основе заражённых устройств MikroTik. Производитель признал проблему.

## Учебные программы
В отличие от многих других вендоров, у MikroTik нельзя сразу обратиться в тестовый центр для сдачи экзамена. По требованиям компании для получения официального сертификата необходимо пройти очное обучение у одного из официальных тренеров. Основная масса учебных курсов длится три дня. В конце последнего учебного дня тренер открывает доступ к экзамену в личном кабинете слушателя. Экзамен оценивается по шкале от 0 до 100 %. Если слушатель набирает 60 % и более, то экзамен считается сданным.
Существует 8 различных учебных программ:
- MTCNA — MikroTik Certified Network Associate
- MTCRE — MikroTik Certified Routing Engineer
- MTCWE — MikroTik Certified Wireless Engineer
- MTCTCE — MikroTik Certified Traffic Control Engineer
- MTCUME — MikroTik Certified User Management Engineer
- MTCINE — MikroTik Certified Inter-Networking Engineer
- MTCIPv6E — MikroTik Certified IPv6 Engineer
- MTCSE — MikroTik Certified Security Engineer
- MTCSWE — MikroTik Certified Switching Engineer

## В России
4 марта 2022 года MikroTik присоединился к бойкоту России и Беларуси и прекратил поставки своей продукции в эти страны.